# Dyskusyjny klub filmowy „Kwant”
DKF Kwant – dyskusyjny klub filmowy założony w 1965 przez grupę 35 studentów Wydziału Mechanicznego, Energetyki i Lotnictwa Politechniki Warszawskiej.

## Historia
30 kwietnia 1965 roku na pierwszej projekcji w sali widowiskowej Domu Studenckiego Riviera w Warszawie pokazano Salto Tadeusza Konwickiego. Animatorem klubu na skalę globalną był Andrzej Słowicki, klub od kwietnia 1973 roku był częścią CK Riviera-Remont.
Słowicki zaproponował, by odejść od tradycyjnej formuły DKF-ów (prelekcja-projekcja-dyskusja w małym gronie) na rzecz interdyscyplinarnych dyskusji, inspirowanych filmem. Nowa formuła zaowocowała licznymi przedsięwzięciami, które uczyniły z Kwantu w latach 70. i 80. ważny ośrodek kultury studenckiej i filmowej, ale nie tylko. Dla młodej inteligencji i elit kulturalnych stolicy sala projekcyjna DS Riviera stała się ważnym miejscem na kulturalnej mapie Warszawy i całej Polski, a nawet Europy. Legendarny DKF Kwant to było zjawisko, niepowtarzalny fenomen kulturowy, oaza wolności artystycznej i intelektualnej. Klub przecierał szlaki innym, nie tylko w kulturze filmowej.
Gośćmi Kwantu byli między innymi: Michelangelo Antonioni, Julio Cortázar, Volker Schlöndorff, Lindsay Anderson, Fernando Arrabal, Roland Topor, Miklós Jancsó, Andriej Konczałowski, Bernardo Bertolucci, Alan Parker, David Puttnam, Sidney Lumet, Marcello Mastroianni, Nikita Michałkow, Ettore Scola, István Szabó, Raúl Ruiz, Aleksandar Petrović, Věra Chytilová i Liv Ullmann.
W Kwancie odbywały się prapremiery filmów polskich reżyserów m.in.: Andrzeja Wajdy (13 prapremier z udziałem jego ekip filmowych), Krzysztofa Zanussiego, Kazimierza Kutza, Wojciecha Hasa, Tadeusza Konwickiego, Jerzego Kawalerowicza oraz twórców z kręgu cenionego wówczas tzw. kina moralnego niepokoju, takich jak Krzysztof Kieślowski, Agnieszka Holland, Feliks Falk, Filip Bajon, Janusz Kijowski, Piotr Andrejew. W kwietniu 1978 roku w Kwancie na seminarium filmowym Kino młodych – kino nieznane Andrzej Markowski nazwał po raz pierwszy ten kierunek „kinem moralnego niepokoju”. Swoje filmy przedstawiali także Marek Piwowski z Januszem Głowackim, Grzegorz Królikiewicz z Franciszkiem Trzeciakiem, Edward Żebrowski, Wojciech Marczewski, Piotr Szulkin, Andrzej Barański, Witold Leszczyński, Mieczysław Waśkowski czy Krzysztof Wojciechowski. W Kwancie odbyły się historyczne seminaria filmowe poświęcone polskiemu kinu: Andrzej Munk – Widziany z bliska (1974), Szkoła Polska i jej kontynuacja (1975) – Spotkanie twórców, jej protagonistów i oponentów, Zbyszek Cybulski – co prawdą, a co legendą (1976), Marek Hłasko – legenda pokolenia (1980). Jesienią 1980 roku na seminarium filmowym Nic o nas bez nas zostały pokazane po raz pierwszy w Polsce zakazane jeszcze półkowniki – filmy dokumentalne, które stawiały klasę robotniczą w niewłaściwym świetle, dzieła Kieślowskiego, Tomasza Zygadły, Andrzeja Chodakowskiego, Marcela Łozińskiego... Seminarium zakończyło pierwsze poza Stocznią spotkanie z Lechem Wałęsą. W listopadzie 1981 roku Kwant pokazał po raz pierwszy za granicę te zakazane filmy w Belgradzie – uzupełnione o takie fabuły jak Człowiek z marmuru, Człowiek z żelaza, Był jazz czy filmy Wojciecha Marczewskiego, pokazane na przeglądzie NIŠTA O NAMA BEZ NAS wywołały sensację. Specjalne miejsce w repertuarze klubu zajmowali polscy twórcy pracujący za granicą, uczestniczący w swoich retrospektywach – Roman Polański, Jerzy Skolimowski, Andrzej Żuławski z Sophie Marceau, Walerian Borowczyk z Ligią Branice, Jan Lenica, Piotr Kamler czy młody Lech Majewski. Z klubem współpracowali polscy krytycy, jak Aleksander Jackiewicz, Rafał Marszałek, Andrzej Werner, Konrad Eberhardt czy Krzysztof Mętrak. Wyjątkowym wydarzeniem w dziejach Kwantu – ukoronowaniem Międzynarodowego Seminarium Filmowego MICHELANGELO ANTONIONI – PROTAGONISTA NOWEGO KINA – była 10 marca 1975 roku światowa prapremiera filmu Michelangelo Antonioniego Zawód: Reporter z udziałem reżysera. Wyjątkową pozycję Kwantu ugruntowały kolejne międzynarodowe sympozja z udziałem światowych sław:
- Film i literatura iberoamerykańska z udziałem 10 pisarzy i filmowców latynoamerykańskich (maj 1975)
- Współczesny film radziecki w świetle leninowskiej teorii kultury, z udziałem 10 osobowej delegacji (listopad 1976)
- Wystawa plakatów i retrospektywa filmów Jana Lenicy (grudzień 1976)
- retrospektywa filmów Alana Parkera
- Nikity Michałkowa i Marcello Mastroianni (grudzień 1987)
- Lindsaya Andersona (styczeń 1988)
- Artysta jako producent. 11 filmów Davida Puttnama (grudzień 1988)
- Filmy pod specjalnym nadzorem – przegląd czeskiej nowej fali lat 60. z udziałem czołówki twórców czeskich i słowackich, na czele z Vaclavem Havlem (październik 2004).
- Szkoła Paradżanowa (luty 1972)
- Pamięci Wasyla Szukszyna (listopad 1973)
- Przy współpracy z węgierskim instytutem kultury w warszawie około 100 spotkań z filmowcami węgierskich oraz seminaria Miklós Jancsó (październik 1972)
- Nowe kino węgierskie – wczoraj i dziś (kwiecień 1977)
- Epitafium dla Zoltána Huszárika (październik 1982)
- Nowe kino węgierskie – człowiek z historią (kwiecień 1972).

Działała oficyna wydawnicza DKF Kwant. 30 grudnia 1983 roku prezes DKF Kwant Andrzej Słowicki emigrował z Polski i szefem klubu został jego zastępca Edward Tobiszewski, który prowadzi klub do dziś.
W 1965 roku powołano roczne Studium Wiedzy o Filmie, w którym wykładali m.in. prof. prof. Aleksander Jackiewicz, Jerzy Toeplitz, Antoni Bohdziewicz oraz dr Jerzy Płażewski. Stało się ono protoplastą założonej w 1975 roku przez Andrzeja Słowickiego we współpracy z prof. Aleksandrem Jackiewiczem działającej do dziś Akademii Filmowej DKF Kwant – czteroletniego studium historii filmu na poziomie akademickim i to w czasach, kiedy filmoznawstwo nie było jeszcze dyscypliną uniwersytecką. Jej absolwentami są krytycy, dziennikarze, twórcy filmowi, dyrektorzy stacji telewizyjnych i liczni kinomani.